# Antoni Lewicki
Antoni Lewicki (celým jménem Antoni Hoch und wohlgeboren de Rogala von Lewicki) (13. června 1863 – 2. listopadu 1944) byl rakouský politik, hrabě polské národnosti z Haliče, na počátku 20. století poslanec Říšské rady.

## Biografie
V době svého působení v parlamentu se uvádí jako zemědělec – majitel panství v obci Majdan Królewski v regionu Kolbuszowa.
Působil také coby poslanec Říšské rady (celostátního parlamentu Předlitavska), kam usedl ve volbách do Říšské rady roku 1911, konaných podle všeobecného a rovného volebního práva. Byl zvolen za obvod Halič 46.
Uvádí se jako polský národní demokrat (Stronnictwo Narodowo-Demokratyczne), kteří byli ideologicky napojeni na politický směr Endecja. Po volbách roku 1911 byl na Říšské radě členem poslaneckého Polského klubu. 1. září 1915 přestoupil do klubu Polské lidové strany „Piast”. Coby polský lidovec je uváděn i k roku 1917.